# En pige med pep
En pige med pep er en dansk film fra 1940. Højt gearet lystspilsfarce. Manuskript Fleming Lynge. Instruktion Emanuel Gregers assisteret af Ole Berggreen. Blandt de medvirkende kan nævnes:
- Marguerite Viby som Flora Sørensen
- Sigfred Johansen som Kaj Jensen
- Gunnar Lauring som Bengt Ankerström
- Aage Fønss som Henrik Olivarius
- Inger Stender som Inger
- Sigurd Langberg som Jensen – Kajs far
- Helga Frier som Fru. Jensen
- Else Marie Hansen
- Viggo Brodthagen
- Tove Bang
- Clara Østø

## Handling
I et pensionat i den indre by bor den unge frøken Flora Sørensen, en frisk og munter lille københavnerinde. Det er hendes ærgerrighed at blive journalist, og hun klaprer ihærdigt til langt ud på natten på sin skrivemaskine til grammofon-akkompagnement, hvilket ofte giver anledning til spektakler med de andre pensionærer. Foreløbig er lille Flora ikke nået ret langt på journalistikkens vanskelige vej. Hun har hidtil kun fået antaget nogle smånyheder og må føre en stadig kamp med travlt optagne redaktionssekretærer, der ikke synes at værdsætte et nyt talent.